# Византия (фильм)
«Византия» (англ. Byzantium) — фильм режиссёра Нила Джордана, в главных ролях Джемма Артертон и Сирша Ронан. Премьера фильма состоялась на 37-м Кинофестивале в Торонто 9 сентября 2012 года. В России фильм вышел в прокат 1 августа 2013.
Возрастное ограничение:
- рейтинг MPAA: R
- категория информационной продукции: 16+

## Сюжет
Две вампирши Элеонор и Клара покидают место жестокого преступления и без гроша в кармане приезжают на захудалый морской курорт. Клара встречает добродушного недотёпу Ноэля, которому достался в наследство от матери большой пустующий гостевой дом. Ноэль после смерти матери впал в депрессию и не справляется с обязанностями хозяина; Клара очаровывает его, берет всё в свои руки и организует в доме бордель, чтобы заработать денег.
Параллельно с событиями XXI века рассказывается история двухсотлетней давности — о том, как Клара стала проституткой, родила Элеонор, отдала её в приют, а затем стала вампиром и сделала вампиром подросшую дочь. Элеонор не может забыть своё прошлое, она пытается снова и снова записать историю своей жизни, но затем выбрасывает написанные листы. Клара живёт настоящим, но она вынуждена скрываться от вампирского братства, которое приговорило её к смерти. Обе девушки, будучи изначально добрыми людьми, стараются делать в своих похождениях минимум вреда: младшая, воспитанная в монастыре, забирает находящихся при смерти стариков и больных, а старшая, приняв навязанный в малолетстве образ шлюхи, мстит за своё прошлое: умело находит и расправляется с обидчиками женщин и любителями суровой «клубнички».
Элеонор встречает больного лейкемией Фрэнка и они влюбляются. Элеонор пишет для Фрэнка свою настоящую историю. Но Фрэнк отдаёт рукопись преподавателю, а тот — директору колледжа; те не верят в эту историю, за что расплачиваются жизнями. По трагической случайности погибает и Ноэль. Прошлое в лице Дарвелла и Савеллы находит Элеонор и Клару.

## В ролях
- Джемма Артертон — Клара Уэбб[4]
- Сирша Ронан — Элеанор Уэбб[4]
- Джонни Ли Миллер — Рутвен[7]
- Сэм Райли — Дарвелл[7]
- Калеб Лэндри Джонс — Фрэнк[8]
- Том Холландер[7] — преподаватель колледжа
- Мария Дойл-Кеннеди — Мораг, директор колледжа
- Дэниэл Мейс — Ноэл
- Ури Гавриел[англ.] — Савелла

## Съёмки
Съёмки проходили в Брее на киностудии Ardmore Studios, в Беаре, Дублине и Гастингсе.

## Критика
Юрий Гладильщиков в своей рецензии считает, что российские прокатчики фильм «загубили», не обеспечив достойной рекламой. Гладильщиков отмечает визуальную красоту картины, сравнивая операторскую работу с «классической живописью» и фильмами Кшиштофа Кесьлёвского. Олег Зинцов отмечает необычную для вампирского фильма тему сексизма при отсутствии сексуального подтекста, а также «непривычный антураж». «Джордан соединяет костюмную мелодраму ретроспективной части сюжета с бытовым реализмом современной» — пишет Зинцов, упрекая Джордана в недостатке достоверности именно в современной части. Михаил Шиянов считает историю, рассказанную в фильме, «очень женской» и «слишком сентиментальной». Александр Кондуков в рецензии для Rolling Stone отмечает операторскую работу Сэма Боббита, ругает сценарий, содержащий «немало глупостей, несостыковок и маразма», отмечает беспомощность мужских персонажей, за исключением капитана Рутвена в исполнении Джонни Ли Миллера. Обозреватель «Коммерсанта» Лидия Маслова находит в «Византии» черты преемственности с предыдущим вампирским фильмом Джордана — «Интервью с вампиром», но пишет, что «запоминающиеся в итоге образы этого фильма не отличаются ни странностью, ни свежестью». Владимир Лященко называет это «кино, которое отказывается адаптироваться к новому времени», предполагая что сценаристка Мойра Буффини «ориентировалась и на готические романы, и на Джейн Остин, и на современную литературу для подростков». Николай Караев предполагает, что слово «Византия» в названии появляется не столько из-за названия отеля, ставшего борделем, сколько из-за английского значения слова «byzantine» — «очень сложный, лабиринтоподобный».

## Интересные факты
Двух персонажей фильма зовут Рутвен (англ. Ruthven) и Дарвелл (англ. Darvell). Имена были выбраны не случайно:
- Лорд Рутвен (англ. Lord Ruthven) — имя персонажа-вампира из рассказа «Вампир» (1819 года) Джона Уильяма Полидори.
- Огаст Дарвелл (англ. Augustus Darvell) — имя персонажа-вампира из неоконченного произведения (1819 года) Джорджа Гордона Байрона.